# Бекназаров, Соибназар
Соибназар Бекназаров (1 мая 1934, к. Возм, Шугнанский район, Горно-Бадахшанская АО, Таджикская ССР, СССР) — советский таджикский государственный и партийный деятель.

## Биография
Родился в 1934 году в кишлаке Возм Шугнанского района Горно-Бадахшанской АО Таджикской ССР в семье колхозника. Член КПСС с 1962 года.

### Образование
В 1957 окончил агрономический факультет Таджикского сельскохозяйственного института.

### Трудовая деятельность
- 1957—1958 старший агроном Минсельхоза Таджикской ССР,
- 1958—1963 ассистент кафедры земледелия Таджикского СХИ, заместитель начальника управления сельского хозяйства ГБАО, главный специалист колхозно-совхозного управления ГБАО.
- 1963—1971 заместитель председателя, инструктор комитета партийно-государственного контроля, заместитель председателя Комитета народного контроля ГБАО,
- 1971—1973 слушатель ВПШ при ЦК КПСС в Москве.
- 1973— 1978 председатель областного  комитета Народного контроля ГБАО.
- 1978-1987 первый секретарь Хорогского горкома Компартии Таджикистана, заместитель Министра сельского хозяйства, заместителем председателя ГосАгропрома Таджикской ССР (с 1985 г.)

С 11.04.1987 по 21.09.1991 первый секретарь Горно-Бадахшанского обкома Компартии Таджикистана.
Возглавлял областной комитет Коммунистической партии Таджикистана до 2003 года.
Депутат Верховного Совета СССР ХI созыва (избран 28.02.1988 по Мургабскому избирательному округу),
Народный депутат СССР от Бадахшанского национально-территориального избирательного округа №357 Таджикской ССР в 1989-1991 гг . Был членом Комитета Верховного Совета СССР по вопросам работы Советов народных депутатов, развития управления и самоуправления.
Депутат  Верховного Совета Таджикской ССР 10-11 созывов. Член ЦК, Президиума и Бюро ЦК Компартии Таджикистана.

## Награды
Награждён орденом «Знак Почёта», медалью «За доблестный труд» в ознаменование 100-летия со дня рождения В.И.Ленина и тремя Почётными Грамотами Президиума Верховного Совета Таджикской ССР.